# 特里尔马克思雕像

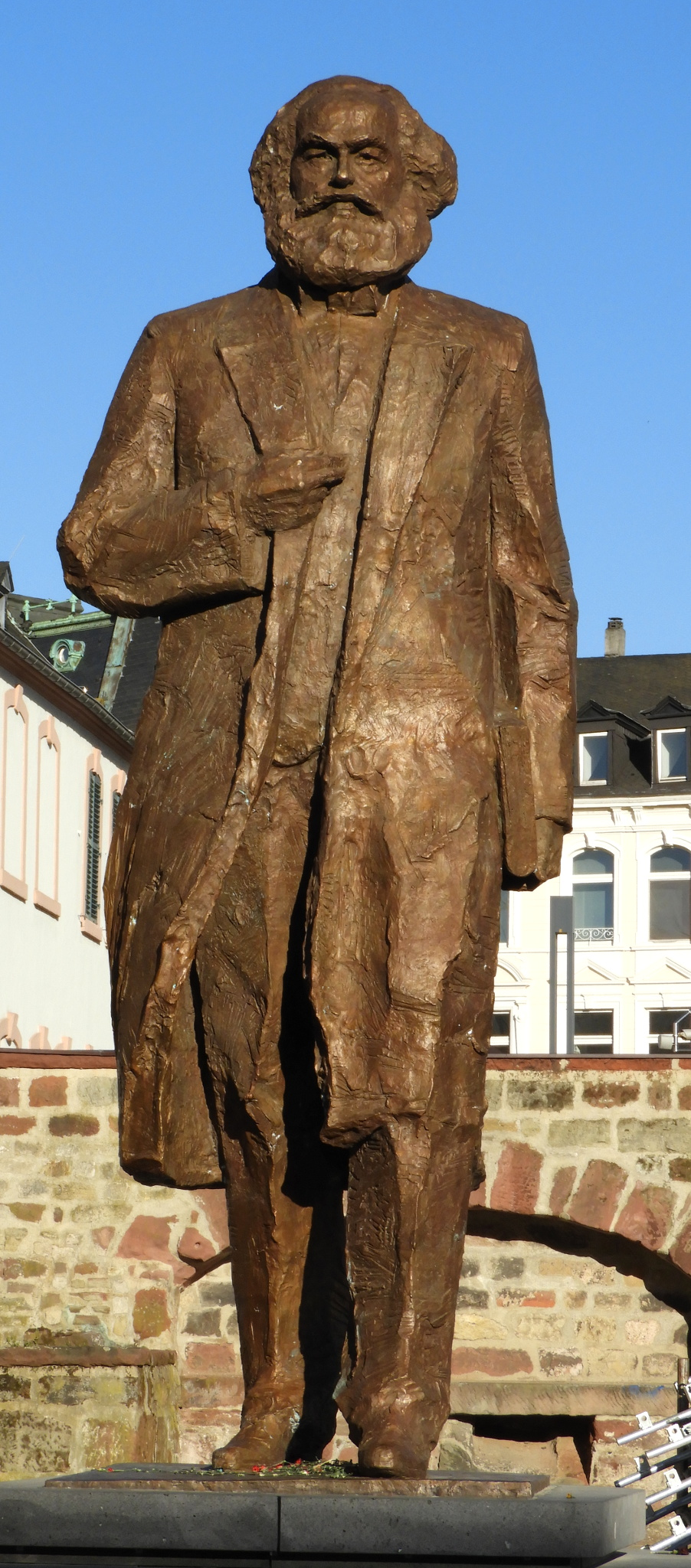
特里尔马克思雕像

卡尔·马克思雕像是位于德國特里尔西奥农斯蒂夫特广场上的一座青铜雕塑。这座雕像由吴为山創作，是中华人民共和国送給特里爾的一份礼物。雕像于2018年5月5日揭幕，當時正恰逢卡尔·马克思200岁的诞辰。揭幕當天，特里尔市市长沃尔夫拉姆·莱贝、特里尔市建设委员安德烈亚斯·路德维希、莱茵兰-普法尔茨州州长玛鲁·德雷尔、中国驻德國大使史明德、中国国务院新闻办公室副主任郭卫民以及雕像的创作者吴为山出席揭幕儀式。

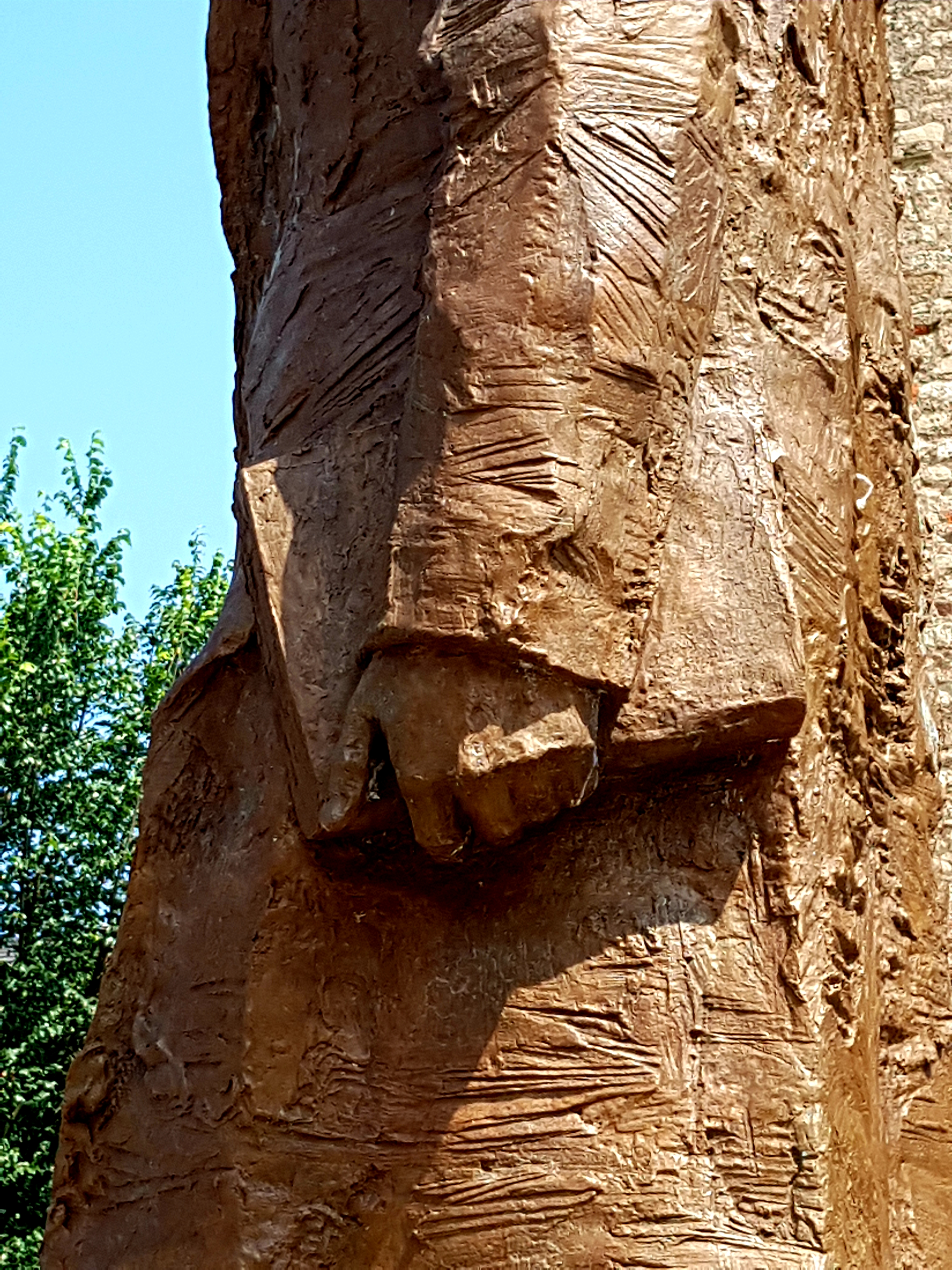
馬克思左手拿着书

这座青铜雕塑重达2.3吨，包括底座在内高度達5.5米，象征着马克思于1818年5月5日出生。五边形的底座由混凝土制成。
雕像上的马克思已邁入老年，他左手拿着一本书，右手搭在長外衣的翻领上。他的目光望向远方，下巴微微前伸。

## 費用
底座、雕像的制作以及从中国运到特里尔的费用均由中华人民共和国承担。

## 反应
在雕像揭幕之前，德国笔会给特里尔市市长沃尔夫拉姆·莱贝写了一封公开信。信中呼吁除非中國當局不再軟禁德国笔会荣誉会员劉霞並且允许其离开中国，否則特里尔就不應該接受中國送來的馬克思雕像。刘霞于2010年被软禁，她是笔会的荣誉会员。
历史学家胡贝尔图斯·克纳贝反对特里尔當局接收馬克思雕像。他认为这种雕像是君主制國家和独裁政权的象征，而且对于许多共产主义受害者来说，在一个前西德城市再次建立这样的雕像是令人难以接受的。国际受迫害民族协会的乌尔里希·德利乌斯（Ulrich Delius）也認為馬克思雕像是“有毒的礼物”。
雕像揭幕当天，特里尔爆發了几场示威活动。左翼人士和德国的共产党發起以“反对资本主义和剥削”為主题的示威活动。德國另類選擇發起了一场默哀游行，參與者一起纪念了共产主义的受害者，而反对德國另類選擇的示威活动也同时爆發。
2018年5月10日，有人点燃了雕像上的條幅，消防队很快將火勢撲滅。根据警方的说法，此次火災没有造成其他损失。